# Anàlisi d'estrès de veu
L'anàlisi d'estrès de veu (VSA) i l'anàlisi d'estrès de veu de ordinador (CVSA) són ambdues, com tecnologies pseudocientífiques que diuen poder descobrir la mentida mesurant l'estrès de la veu. El CVSA enregistra la veu humana mitjançant un micròfon, i la tecnologia es basa en el principi que el contingut no verbal i de baixa freqüència de la veu transmet informació sobre l'estat fisiològic i psicològic de la persona que està parlant. S'utilitza habitualment en entorns d'investigació, la tecnologia pot diferenciar si hi ha estrès o no hi ha en les respostes a certs estímuls (per exemple, certes preguntes plantejades), considerant un estrès alt en el timbre de la veu com indicació d'una mentida. A la dècada dels 70, es van arribar a vendre aparells (des de 250$ fins a 4000$) que connectats al telèfon asseguraven poder detectar si la persona amb qui parlaves mentia o no, contrastant respostes innòcues amb respostes crítiques.

## Descobriments científics
L'ús de l'anàlisi d'estrès de veu (VSA) per a la detecció de mentides és ple de controversies. Les discussions sobre l'aplicació d'una prova VSA s'han centrat en si aquesta tecnologia pot detectar de manera fiable l'estrès i, si és així, si es pot deduir una mentida d'aquest estrès. Els crítics han argumentat que, fins i tot si l'estrès es pogués mesurar de manera fiable a partir de la veu, això seria molt similar a mesurar l'estrès amb el polígraf, per exemple, i que totes les crítiques centrades en les proves del polígraf també s'apliquen a la prova VSA. Una revisió de l'estat de l'art realitzada el 2002 per al Departament de Justícia dels Estats Units va trobar diversos reptes tècnics per a la tecnologia, inclòs el mateix problema de determinar la mentida. Quan es va revisar la literatura sobre l'eficàcia de la VSA el 2003, el National Research Council va concloure: "En general, aquesta investigació i les poques proves controlades realitzades durant l'última dècada ofereixen poca o cap base científica per a l'ús de l'analitzador d'estrès de veu de l'ordinador o similars. instruments de mesura de veu". :168Un article de 2013 publicat a Proceedings of Meetings on Acoustics va revisar la "incertesa científica" dels seus principis i les "afirmacions sense fonament de la propaganda agressiva dels venedors d'aparells d'anàlisi de l'estrès de veu".

## Casos notables
La confessió feta a partir d'un examen d'estrès de veu es va permetre ser utilitzada com a prova en un cas de Wisconsin el 2014.
En el cas de l'assassinat de 1998 de Stephanie Crowe, de 12 anys, es van obtenir confessions mentre tres sospitosos estaven sotmesos a una prova VSA, que després un jutge va trobar que eren falses. L'any 2005, el fabricant de l'equip VSA va resoldre posteriorment una demanda que al·legava que era responsable dels danys que van patir els tres sospitosos.
En un cas similar l'any 2000 a l'estat de Washington, Donovan Allen va confessar falsament haver matat la seva mare asant-se en una prova VSA. Va ser absolt 15 anys després basant-se en l'exoneració de proves d'ADN.
El 2012, George Zimmerman va ser sotmès a un VSA després d'haver disparar mortalment a l'adolescent de Florida Trayvon Martin a Sanford, Florida.